# مسجد جامع گناباد
مسجد جامع گناباد بنایی مربوط به سده هفتم هجری قمری است و در گناباد، محل کوی شرقی جای گرفته است. این اثر در تاریخ ۲۰ بهمن ۱۳۱۸ با شمارهٔ ثبت ۳۲۵ به‌عنوان یکی از آثار ملی ایران به ثبت رسیده است.

## پیشینه
مسجد جامع گناباد 830 سال قدمت دارد و تاریخ بنای آن به دوره خوارزمشاهیان بازمی‌گردد، اما یافته‌های پژوهشگران حکایت از آن دارد که این مسجد در محل مسجد قدیمی‌تر ساخته شده و قدمت آن را به دوره ایلخانی نسبت می‌دهند.
در تاریخ 9 شهریور سال 1347 زلزله مهیبی کاخک گناباد را لرزاند. در جریان این حادثه تنها گنبد مسجد سالم ماند، به این ترتیب بنا تخریب و در سال 1353 مرمت و بازسازی شد. در حال حاضر 60 درصد بنای مسجد بازسازی شده است. در این زلزله کتیبه ایوان جنوبی که جمله "لا اله الا الله محمد رسول الله" روی آن به خط کوفی نوشته شده است شکسته شد و و نام سازنده آن نیز از میان رفت.

## معماری
این مسجد یکی از سه مسجد ایران است که به سبک دو ایوانی در اوایل قرن هفتم هجری ساخته شده و از بقیه سالم‌تر مانده است و بر اساس آثار و شواهد موجود، ساختمان کنونی دارای الحاقاتی است که احتمالاً در دوران ایلخانی ایجاد شده است. مسجد جامع با نقشه دو ایوانی شامل سر در تزئینی، صحن یا میان‌سرا، ایوان‌های شمالی و جنوبی، رواق و سه شبستان ستون‌دار می‌شود. ایوان اصلی یا ایوان قبله در سمت جنوبی صحن واقع شده که با چهار طاق گهواره عرضی و چهار قوس، دارای تزئیناتی آجری شامل دو قطار پیچ، نوارهای اسلیمی و یک حاشیه کتیبه قرآنی به خط بنایی بوده که در پایان عبارت «تسع و ستمائه ۶۰۹ هـ . ق» به چشم می‌خورد.
از امتیازات مهم این مسجد وجود کتیبه‌های کوفی و آجرکاری‌های زیبا است که بر اطراف ایوان قبله آن نقش بسته است و در انتهای حاشیه کتیبه خط کوفی، تاریخ ساخت این مسجد، سال ۶۰۹ هجری قمری برابر با ۱۲۱۲ میلادی مشخص شده است. این بنای باشکوه تاریخی یک صحن، یک رواق و دو شبستان که اولی در شرق ایوان جنوبی و دومی در شرق ایوان شمالی واقع شده است دارد. بر دیوارهای سردر ورودی ضلع شمال شرقی بنا با طاق جناغی و حاشیه‌ای تزیینی، نقوشی از پرندگان باریک اندام با دم بلند و گل و برگ حک شده و محراب مسجد دارای نقوش هندسی گیاهی و کتیبه‌هایی به خط معلقی است.

## نگارخانه

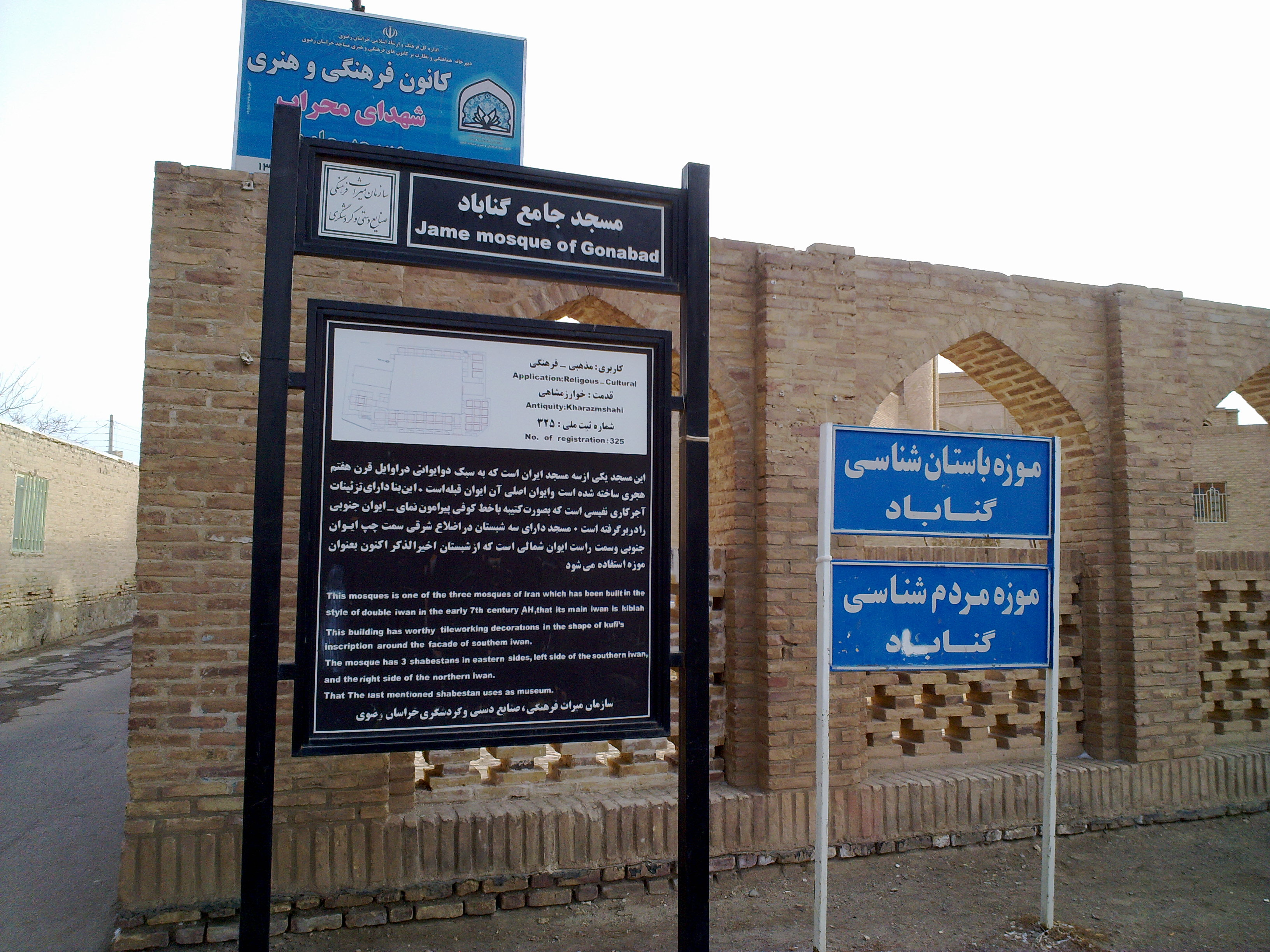
مسجد جامع قصبه شهر گناباد
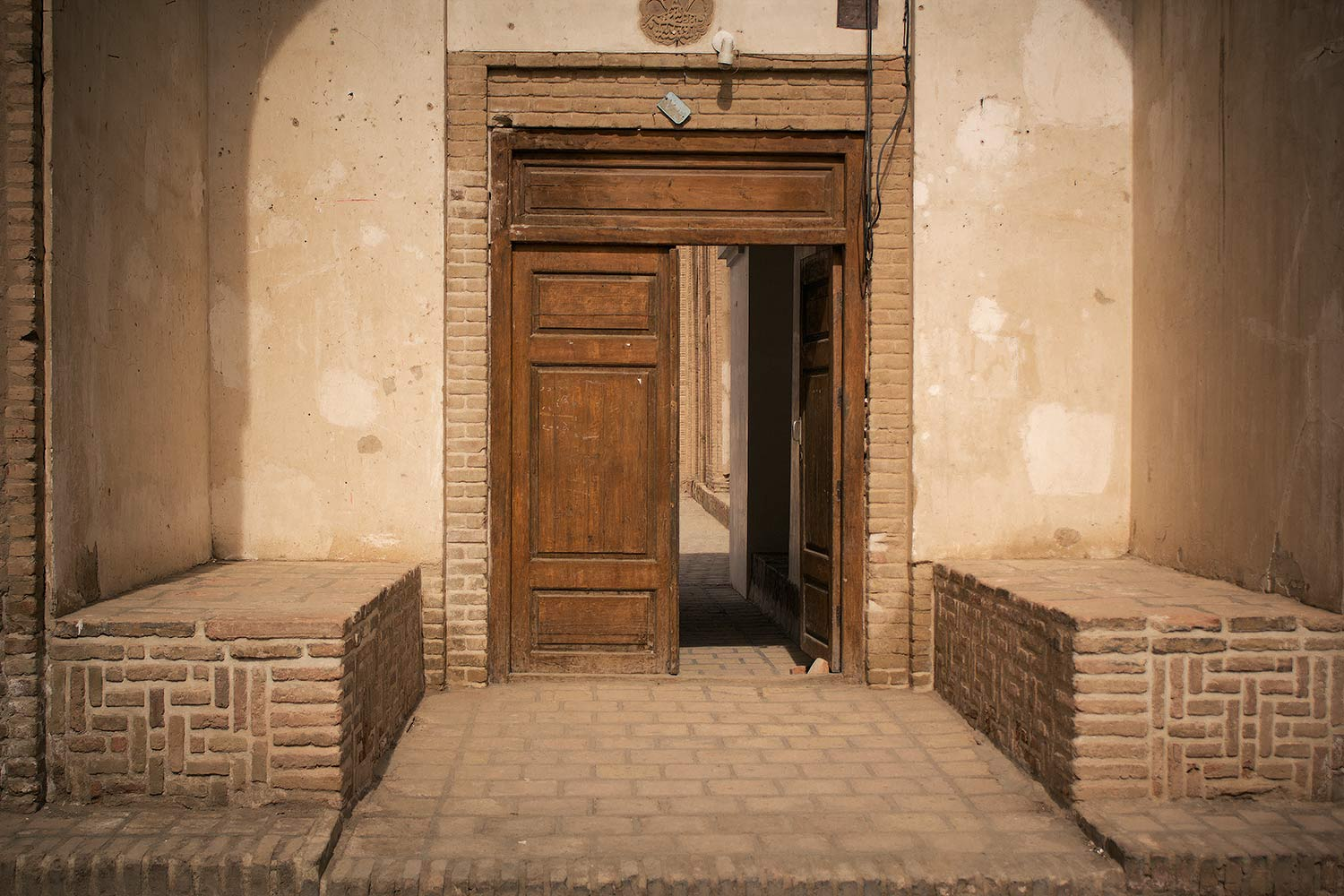
در ورودی
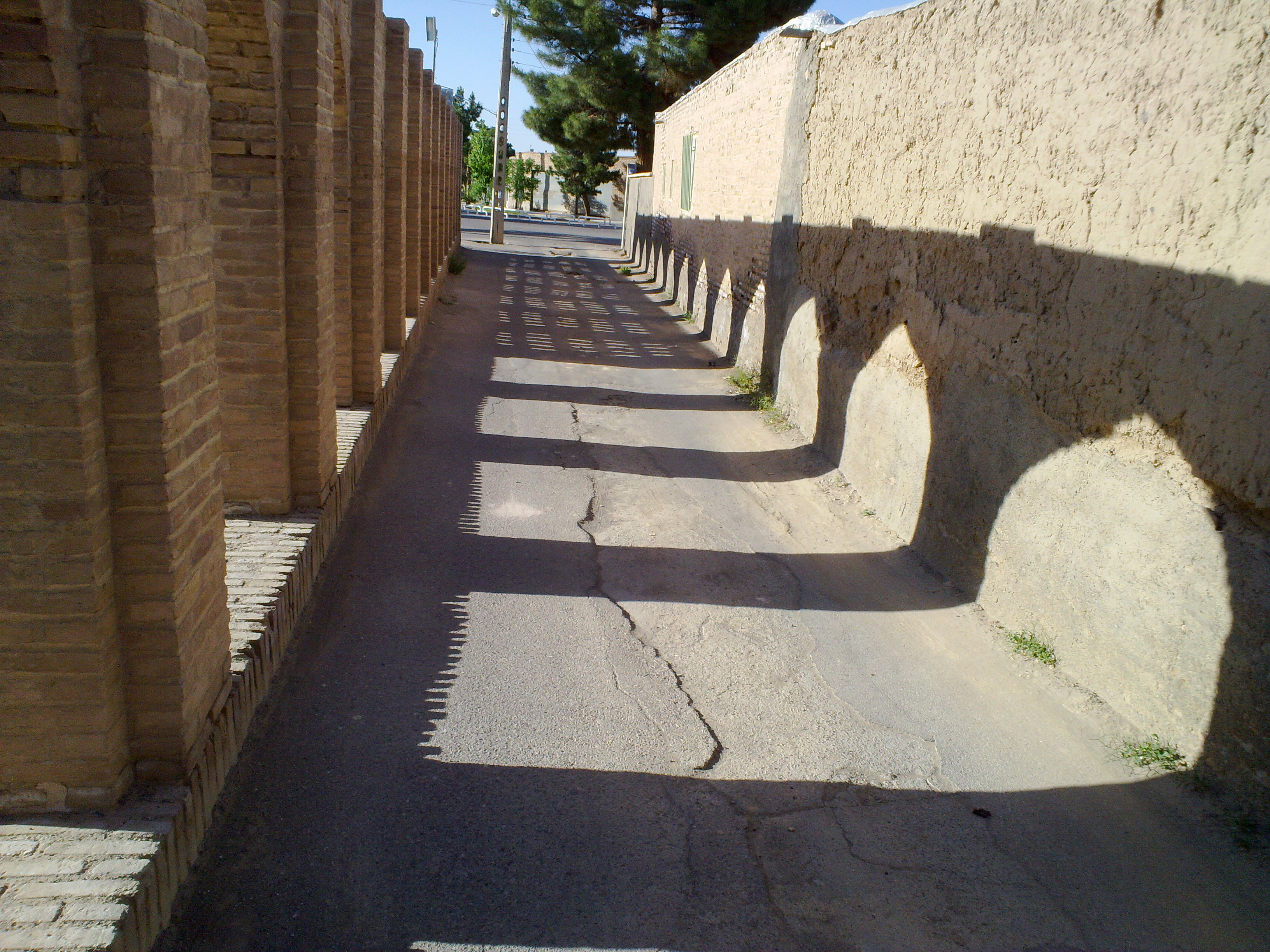
سایه رواق
مسجد جامع در کنار دفتر قنات جهانی قصبه شهر گناباد